# Фердинандов, Борис Алексеевич
Борис Алексеевич Фердинандов (1889—1959) — русский советский актёр, режиссёр, художник.

## Биография
В 1909—1911 годах Борис Фердинандов занимался на актёрских курсах С. В. Халютиной. В 1911—1912 годах работал в Московском Художественном театре; в 1913—1914 был художником Театра музыкальной драмы в Петербурге.
В 1917—1918, 1919—1921 и 1923—1925 годах служил в московском Камерном театре. Занимался оформительской деятельностью, в частности оформил постановки пьес «Король Арлекин» Р. Лотара и «Ящик с игрушками» К. Дебюсси (1917); «Адриенна Лекуврер» Скриба и Э. Легуве (1919).
В 1921 году Борис Фердинандов создал в Москве Опытно-героический театр. После образования в сентябре 1922 года ГИТИСа мастерская, руководимая Фердинандом, влилась в него, а Опытно-героический театр, объединившись с Вольной мастерской Вс. Мейерхольда, образовал Театр ГИТИСа. Однако уже в конце того же года, в результате возникших разногласий, Мейерхольд со свими учениками покинул ГИТИС, Театр ГИТИСа остался за ним, и труппа Фердинандова вновь обрела самостоятельность.
В 1923 году Опытно-героический театр прекратил своё существование; Фердинандов в дальнейшем ставил спектакли в театрах Калуги, Челябинска, Новокузнецка, Воронежа, Сыктывкара, Туркменском театре драмы (Ашхабад), Театре им. Камала (Казань) и других. Снимался в кино, занимался литературной деятельностью.
Был сторонником теории метро-ритма как основы актёрской игры.
Похоронен на Донском кладбище.

## Творчество

### Работы в театре

#### Актёрские
- Арлекин — «Покрывало Пьеретты» Шницлера
- Молодой сириец — «Саломея» О. Уайльда
- Луп Лоен, Жак Тюри — «Обмен», «Благовещение» П. Клоделя
- принц Бульонский — «Адриенна Лекуврер»
- Джильо Фава — «Принцесса Брамбилла» Э. Т. Гофмана
- Тибальд — «Ромео и Джульетта» У. Шекспира
- Борис — «Гроза» А. Н. Островского и др.

#### Режиссёрские
- 1922 — «Дама в чёрной перчатке» В. Шершеневича — Опытно-героический театр.

### Фильмография
- 1927 — Ваша знакомая (Журналистка) — Петровский
- 1929 — Иуда — старец Иона
- 1929 — Привидение, которое не возвращается — Хозе Реаль
- 1930 — Жизнь в руках — Алексей Брасюк
- 1930 — Огненный рейс — Киселев
- 1931 — Человек без футляра
- 1931 — Генеральная репетиция — большевик
- 1933 — Колодец смерти — инженер Ерофеев